# ベルナール・ティシエ・ド・マルレ
ベルナール・ティシエ・ド・マルレ（仏: Bernard Tissier de Mallerais (FSSPX)、1945年9月14日 - 2024年10月8日) は、聖ピオ十世会に所属する聖伝主義者のフランス人司教である。
教皇ヨハネ・パウロ2世は、ティシエ・ド・マルレが、1988年6月30日に、教皇の委任なしにマルセル・ルフェーブル大司教から司教聖別を受けた後、教皇庁によって「違法」かつ「離教行為」とみなされ、自動的に破門宣告を受けたと宣言した。 教皇ベネディクト16世は、2009年1月21日にこの破門を撤回した。

## 幼少期および初期の司牧
ティシエ・ド・マルレは、フランスのオート＝サヴォワ県サランシュ（Sallanches）にて生を受けた。大学で生物学の修士号を取得した後、1969年10月にフリブールの聖ピオ十世会国際神学校に入った。1975年6月29日、エコン（Écône）に移転した同校にてマルセル・ルフェーブル大司教により司祭に叙階された。当初は教授として、のちに副学長として務め、最終的にはエコンの神学校の学長となった。1974年9月14日に SSPX 事務総長に任じられ、1979年まで務めた。

## 司教聖別および破門
1988年6月、マルセル・ルフェーブル大司教は、ド・マルレ他3名の司祭（ベルナール・フェレー、リチャード・ウィリアムソン、アルフォンソ・デ・ガラレタ）を司教に聖別する意向を表明した。ルフェーブルはこの件に関して、教会法の第1382条により通常要求される、教皇からの許可など聖座からの命を受けてはいなかった。1988年6月17日、prefect of the Congregation for Bishops であるベルナルダン・ガンタン Bernardin Gantin 枢機卿は、 当該4人の司祭に、もし彼らが教皇の許可なくルフェーブルによって司教に聖別されるならば、自動的に破門に処されるという、正式な教会法上の警告を送った。
1988年6月30日、ド・マルレ他3名の司祭らは、ルフェーブル大司教およびアントニオ・デ・カストロ・マイヤー司教により司教に聖別された。1988年7月1日、ガンタン枢機卿は、ルフェーブル、デ・カストロ・マイヤー、ド・マルレ他3名の新司教が「聖座に留保された破門宣告 latae sententiae を事実上(ipso facto )受けた」とする宣言を発表した。
1988年7月2日に発された自発教令エクレジア・デイの中で、教皇ヨハネ・パウロ2世は、破門を再確認し、教皇に叛逆して司教聖別をとり行ったことは「極めて重大な不服従であり、教会の一致において最重要な事柄に抵触する("disobedience to the Roman pontiff in a very grave matter and of supreme importance for the unity of the Church")」、および、「かくなる不服従は、実際的にローマの優位性の拒否を意味し、離教の行為を構成する ("such disobedience — which implies in practice the rejection of the Roman primacy — constitutes a schismatic act")」と述べた。
エクレジア・デイの実施を担当する委員会の責任者であったダリオ・カストリヨン・オヨス Darío Castrillón Hoyos 枢機卿は、「公式の分離ではないにせよ、離教の状態にある("situation of separation, even if it was not a formal schism.")」結果となったとした。
SSPX 側は、この司教聖別はカトリック教会の道徳的および神学的危機に際して不可欠なものであったとして、当該破門の有効性を否認している。

## SSPX司教として

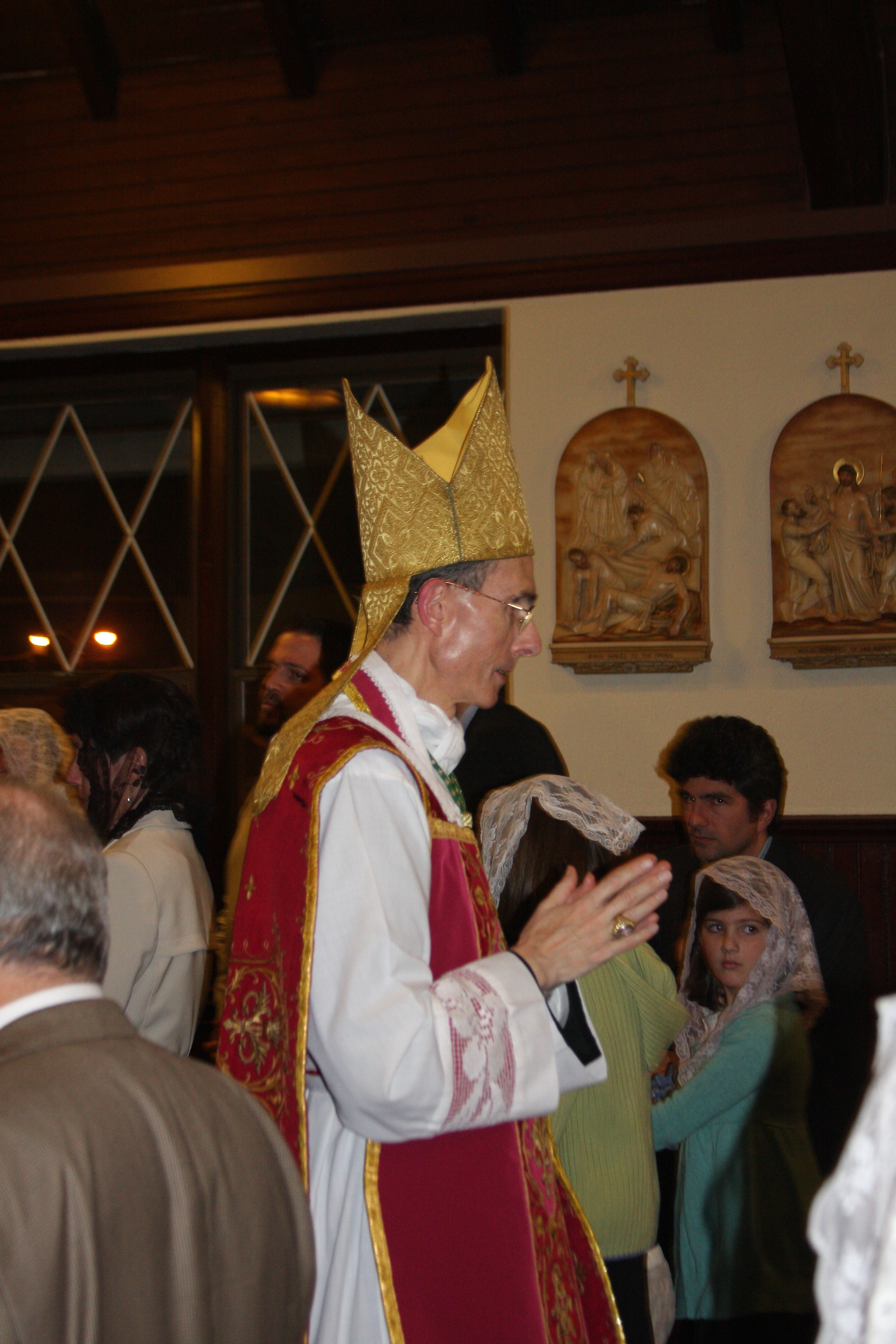
2008年の堅振式におけるド・マルレ

司教となったのちも、ティシエ・ド・マルレは、SSPX 事務総長としての働きを1996年まで継続した。 また、1991年、司教として、ヴィアンネ会 Priestly Society of St. John Mary Vianney 創設者であるアントニオ・デ・カストロ・マイヤー司教の死後、同会のリシニオ・ランゲルを司教に聖別した。 
1996年に、彼はマルセル・ルフェーブル大司教の伝記の執筆者に任じられ、労作 Marcel Lefebvre, une vie （マルセル・ルフェーブルの生涯）は2002年に出版された。
同年、歴史学教授の Luc Perrin は、彼は「現在のローマ・カトリック教会はキリスト教会ではないとまで考えるようになり、（第2バチカン）公会議以降に叙階された司祭の正当性を『グノーシス司祭職』と呼んで深刻な疑念を投げかける("went as far as to consider the present Roman Catholic Church is not a Christian Church, casting serious doubts on the validity of the 'conciliar' priesthood, calling it a 'gnostic priesthood' (Homily of June 27, 2002).")」と主張した。
2009年1月21日の法令（プロトコル・ナンバー126/2009）は、フェレー司教が1988年6月30日にルフェーブル大司教によって聖別された4人の司教全員の代表として改めて要請したのに応じて発布されたものであるが、これによると、司教座聖堂会議の議長は、ベネディクト16世教皇から明示的に付与された権限により、彼らが自動的な破門を解除し、これに続いて、聖ピオ十世会全体の教会との完全な共同体が速やかに実現することを望んでおり、また、これにより、目に見える統一の証拠として、真の忠誠心と教皇の教導権および権威の真の認識を示していることを示唆した。
以上をもって、ベルナール・ティシエ・ド・マルレの教会法上の立場は、聖ピオ十世会所属の他の聖職者らと同様、（「破門」→）「聖職停止 (suspended a divinis)」となったと推定される。
2024年9月28日、ティシエ・ド・マルレ司教は、エコンの神学校の階段で転倒し、頭部を強打して頭蓋骨骨折および内出血を起こした。病院で一時的に人工的に昏睡状態に留められたが、 医療介入のかいなく2024年10月8日にスイスのマルティニーの病院にて死去した。79歳没。“The Death of Bishop Bernard Tissier de Mallerais”. SSPX (2024年10月8日). 2024年10月9日閲覧。

## 著作
Bernard Tissier de Mallerais in libraries (WorldCat catalog)
- Marcel Lefebvre: The Biography
- Faith Imperiled by Reason: Benedict XVI's Hermeneutics

## 参照
1. 1 2  “ティシェ・ド・マルレ司教様の御生涯とその業績 | FSSPX Japan”. fsspx.jp (2024年10月17日). 2024年10月18日閲覧。
2. ↑  Apostolic Letter 'Ecclesia Dei' Archived January 29, 2015, at the Wayback Machine..
3. ↑  Interview for 30 days Archived 2006-02-13 at the Wayback Machine. (2005). 30giorni. Retrieved May 18, 2017.
4. ↑  SSPX FAQ Question 11 Archived 2011-04-12 at the Wayback Machine. (29 June 1987). SSPX.org. Retrieved May 18, 2017.
5. ↑  The 1988 consecrations: a theological study Archived 2011-08-07 at the Wayback Machine. (July & September 1999). Sì sì no no via SSPX.org. Retrieved May 18, 2017.
6. ↑  The 1988 consecrations: a canonical study Archived 2011-08-07 at the Wayback Machine. (November 1999). Sì sì no no via SSPX.org. Retrieved May 18, 2017.
7. ↑  Letter of the Pontifical Commission Ecclesia Dei of 29 September 1995) Archived 1 February 2017[Date mismatch] at the Wayback Machine.